# Megaselia gilvivitta
Megaselia gilvivitta är en tvåvingeart som beskrevs av Rudolf Beyer 1965. Megaselia gilvivitta ingår i släktet Megaselia och familjen puckelflugor. Inga underarter finns listade i Catalogue of Life.